# Leucanitis axuana
Leucanitis axuana är en fjärilsart som beskrevs av Rudolf Püngeler 1907. Leucanitis axuana ingår i släktet Leucanitis och familjen nattflyn. Inga underarter finns listade i Catalogue of Life.